# Noise de Nashville
 (décembre 2023).
Si vous disposez d'ouvrages ou d'articles de référence ou si vous connaissez des sites web de qualité traitant du thème abordé ici, merci de compléter l'article en donnant les références utiles à sa vérifiabilité et en les liant à la section « Notes et références ».
Le Noise de Nashville (en anglais : Nashville Noise) était un club franchisé de américain de basket-ball féminin. La franchise, basée à Nashville dans le Tennessee, a appartenu à la American Basketball League.

## Historique
Le Noise fait partie (avec les Condors de Chicago) des deux franchises créées en 1998 et qui n'ont pu que disputer une douzaine de matchs, en raison de l'arrêt de la ligue le 22 décembre 1998.

## Palmarès
néant

## Joueuses célèbres ou marquantes
- Vicky Hall